# وایتهال (ویسکانسین)
وایتهال، ویسکانسین  (به انگلیسی: Whitehall) شهری در شهرستان ترمپیلو ایالت ویسکانسین است که در سال ۱۹۴۱ بنیان‌گذاری شده‌است. این شهر طبق سرشماری سال ۲۰۱۰ میلادی ۱٬۵۵۸ نفر جمعیت داشته‌است.